# Parc Phœnix
El Parque Fenix en francés : Parc Phœnix es un Jardín botánico, invernadero tropical y zoológico, de 7 hectáreas de extensión, que se encuentra en Niza, Francia.

## Localización
Parc Phœnix Niza, Département de Alpes-Maritimes, Provence-Alpes-Côte d'Azur, France-Francia.
Planos y vistas satelitales, 43°40′5.91″N 7°13′3.13″E / 43.6683083, 7.2175361
Está abierto a diario todo el año. Se paga una tarifa de entrada. 

## Historia
Situado en la entrada suroeste de Niza, en el « quartier de l'Arenas », a lo largo del «promenade des Anglais» (paseo de los Ingleses), se extiende sobre más de siete hectáreas dispuestas alrededor de un estanque central. 
Se abrió en febrero de 1990. 
La « communauté urbaine Nice Côte d'Azur » (comunidad urbana Niza Costa Azul) estableció su sede en un edificio situado sobre el lado septentrional del parque. Y era allí donde se reunía el consejo comunitario antes de trasladarse al "Centro Universitario Mediterráneo" en diciembre del 2010.
El parque dispone de una veintena de zonas temáticas que incluyen: invernadero tropical, estanques, jardines mediterráneos, así como varios espacios reservados a animales, contado con un total de unas 2500 especies vegetales.

## Jardines exteriores
El parque consta además del gran invernadero de un conjunto de jardines que se articulan alrededor de un gran lago, donde viven libremente pelícanos, cisnes, gansos, patos y tortugas. 
Además hay otros animales en el parque pero están en jaulas. Se encuentran también numerosos pájaros: rapaces diurnas o nocturnas, grullas coronadas, ñandúes, Aras, así como mamíferos: perros de las praderas, nutrias, puercoespines, etc. 
Los jardines presentan espacios acondicionados con un objetivo decorativo que mezclan plantas mediterráneas (Laureles rosados, Phoenix, Washingtonia, lavandas, plantas con bulbo, etc) y plantas suculentas (cactus, euphorbias, aloes, agaves, etc). 
Las hortalizas incluyen, en particular, plantas mediterráneas: olivares, naranjos, hierbas aromáticas. 
Una porción de los jardines que da sobre la charca cuenta varias especies primitivas como la araucarias en la llamada la Isla del tiempo pasado. 
En la proximidad se encuentra una plantación de bambúes.

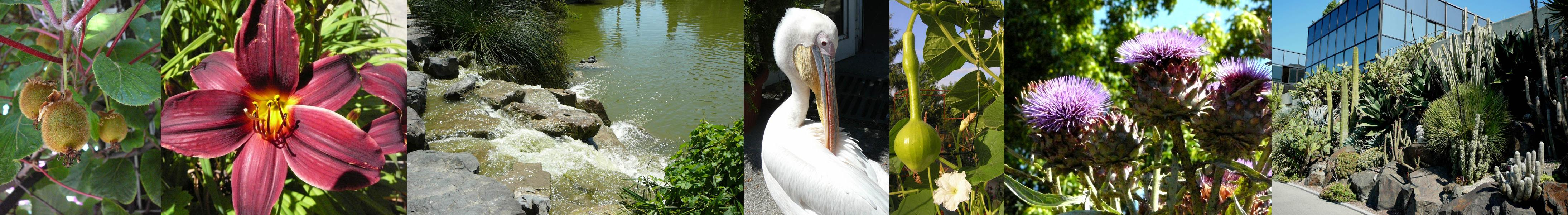
de izquierda a derecha : Kiwis. Hemerocallis. Cascada que cae sobre la gran cuenca. Pelícano blanco. Calabaza. Alcachofas en flor. Cactus y diversos agaves.

## El invernadero
Punto neurálgico del parque, el invernadero, de una superficie de 7000 m² con 25 m de altura, es uno de los más grandes de Europa, cuenta con siete espacios distintos. 

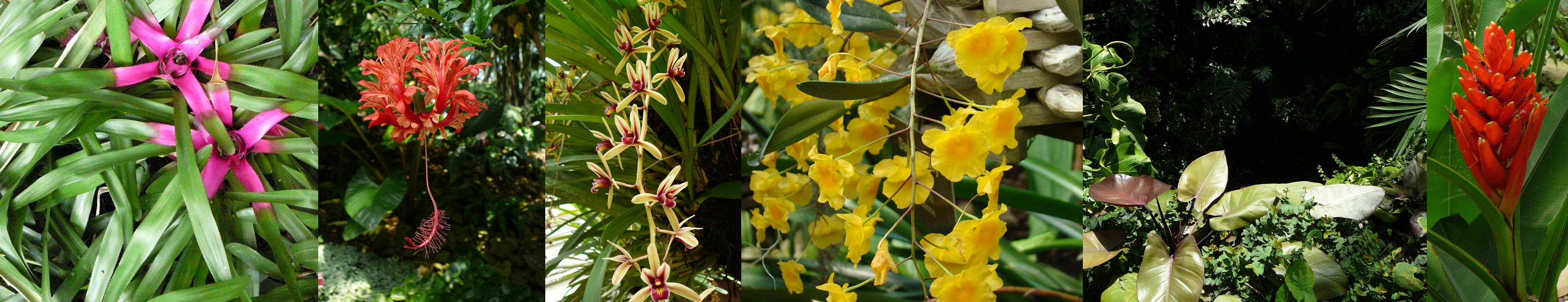
De izquierda a derecha : Bromeliaceae. Hibiscus schizopetalus. Cymbidium dayanum. Dendrobium lindleyi. Pozo tapizado de araceas. Musa coccinea

Se encuentra en una atmósfera tropical húmeda un bosque de helechos arborescentes, una muy extensa colección de:
- Orquídeas (vanda, dendrobium, phalaenopsis, paphiopedilum, oncidium, etc)
- Bromeliaceae con Híbridos y especies botánicas
- El jardín de Luisiana (con los caimanes de anteojos),
- El jardín de Tailandia. Se encuentra un gran número de plantas de distintos grupos: hibiscus, palmeras, araceas, aristolochias, plantas carnívoras, ficus, heliconia, plátanos, acacias, etc
- El jardín de África austral expone vegetales de clima árido y mediterráneo caliente incluyendo aloes, euphorbias, stapelias, plantas con bulbo y proteaceae.
- En el sótano se accede a una serie de acuarios y de terrarios, incluyendo a peces tropicales - de agua dulce y salada, insectos, miriápodos y arácnidos. Otros animales viven libremente en el invernadero como patos mandarines, flamencos de Chile e iguanas.

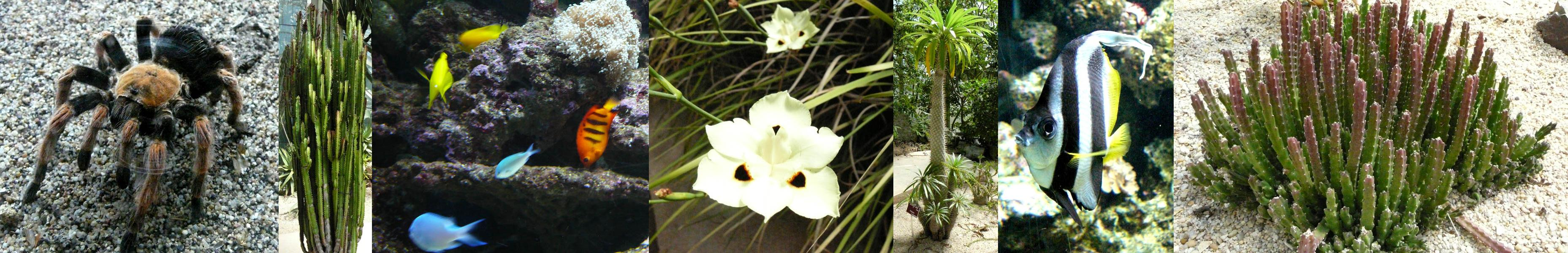
En los invernaderos de África austral y los terrarios. De izquierda a derecha: Mygale mexicano. Euphorbia. Damiselas diversas. Dietes bicolor. Pachypodium lamerei. peces mariposa. Stapelia.

## Exposiciones temporales
Periódicamente, tienen lugar en el parque exposiciones relacionadas con la naturaleza.